# Albert Mangelsdorff
Albert Mangelsdorff (Frankfurt, 5 de setembro 1928 — Frankfurt, 25 de junho de 2005) foi um instrumentista alemão. Foi um dos mais credenciados e inovadores trombonistas do jazz moderno que se tornou famoso por sua técnica distinta de tocar multifônicos.

## Biografia
Mangelsdorff nasceu em Frankfurt. Ele recebeu aulas de violino quando criança e foi autodidata no violão, além de conhecer trombone. Seu irmão, saxofonista Emil Mangelsdorff, apresentou-o ao jazz durante o período nazista (uma vez quando era proibido na Alemanha). Após a guerra Mangelsdorff trabalhou como guitarrista e assumiu o trombone em 1948.

## Carreira

### Primeiros anos
Na década de 1950, Mangelsdorff tocou com as bandas de Joe Klimm (1950), Hans Koller (1953-54) (participação de Attila Zoller), Jutta Hipp (1954-55), bem como com o Frankfurt All Stars (1955-56). Em 1957, ele liderou um quinteto de hard bop juntamente com Joki Freund que foi o núcleo do Jazz-Ensemble do Hessian Broadcasting (com Mangelsdorff como seu diretor musical até 2005). Em 1958 ele representou a Alemanha no International Youth Band aparecendo no Newport Jazz Festival. Em 1961, gravou com as estrelas de todos os europeus (mais gravações em 1969). No mesmo ano, ele formou um quinteto com os saxofonistas Heinz Sauer, Günter Kronberg e o baixista Günter Lenz e baterista Ralf Hübner que se tornou uma das bandas mais célebres europeus da década de 1960. Em 1962 ele também gravou com John Lewis ("Animal Dance"). Depois de uma turnê na Ásia em nome do Instituto Goethe em 1964 seu quinteto gravou o álbum "Now Jazz Ramwong" no mesmo ano que fez uso de temas orientais. Ele também visitou os Estados Unidos e a América do Sul com o quinteto.

## Discografia
- 1962 - Animal Dance
- 1963 - Tension
- 1965 - Now Jazz Ramwong
- 1970 - Live in Berlin, 1970
- 1971 - Spontaneous
- 1972 - Trombirds
- 1975 - The Wide Point
- 1976 - Trilogue Live!
- 1978 - A Jazz Tune, I Hope
- 1981 - Tromboneliness
- 1982 - Two Is Company...
- 1982 - Solo
- 1983 - Art of the Duo
- 1991 - Movin' On
- 1992 - Purity
- 1993 - Room 1220
- 2000 - Live at Montreux
- 2003 - Lanaya
- 2003 - Albert Mangesldorff and His Friends
- 2005 - Music for Jazz Orchestra
- 2005 - Shake, Shuttle and Blow
- 2006 - Triplicity
- 2006 - Live In Tokyo
- 2007 - Folk Mond & Flower Dream
- 2008 - Mangelsdorff Live
- 2008 - A Jazz Tune I Hope
- 2011 - Swiss Radio Days, Vol. 22